# Zalo
Zalo是一款在手机和电脑平台上运行的多功能应用，使用范围为越南、中國大陸、台灣、柬埔寨、缅甸、泰國、韓國、日本、马来西亚、印度尼西亚、斯里兰卡、沙特阿拉伯、安哥拉、捷克、俄罗斯、美國、加拿大、澳大利亞等地區。

## 历史
| 时间          | 事件                                          |
| ------------- | --------------------------------------------- |
| 2012年8月     | 第一个测试版本发布                            |
| 2012年9月     | 在iOS、Android和诺基亚 s40 三个平台上正式发布 |
| 2013年4月     | 获2013年魁星奖                                |
| 2014年3月20日 | 达到 1000 万用户                              |
| 2014年11月    | 达到 2000 万用户                              |
| 2015年11月    | 达到 4000 万用户                              |
| 2016年4月     | 达到 5000 万用户                              |
| 2017年8月9日  | 达到 7000 万用户                              |
| 2018年5月21日 | 达到 1 亿用户                                 |

Zalo由VNG开发和发行。第一个版本于2012年8月8日推出，当时并未受太多关注。 
2012年12月，Zalo正式上线，遵循移动优先模式，凭借产品在越南网络环境运行快速稳定的优势迅速吸引了大量越南用户。
2013年2月，Zalo被Techinasia评选为亚洲最具创新性的移动应用程序之首。

## 性能
- 免费消息（可以分享表情符号、图片和视频）
- 免费通话（语音和视频通话）
- 状态共享（写、读、发布和评论状态，但只能看到来自共同朋友的评论）
- 共享文件、视频和存储更多信息。
- 添加好友（通过手机联系人、Facebook、扫描QR Code或直接查找）
- 通过ZaloPay使用信用卡支付

## 丑闻

### 无证经营
2018年，胡志明市通讯传媒厅巡视员发布行政处罚文件，针对Zalo无证经营社交网络活动对VNG公司处以罚款。
2019年7月中旬，胡志明市通讯传媒厅巡视员再次向域名注册和管理机构发出书面请求，要求其撤销Zalo的Zalo.vn和Zalo.me域名备案，理由是Zalo无证经营社交网络。 

### 公务应用未达安全标准
2019年8月29日政府办公厅主任梅进勇指示各地，在使用Zalo办公前慎重考虑。他补充说，通讯传媒部将重新评估政府部门使用其在线办公的安全风险。 